# Emili Sagi i Liñán
Emili Sagi i Liñán, conegut com a Sagi-Barba, (San Carlos de Bolívar, 15 de març del 1900 - Barcelona, 25 de maig de 1951) va ser un destacat futbolista català d'origen argentí dels anys 20. Va ser internacional amb la selecció catalana i amb la selecció espanyola.

## Biografia

El FC Barcelona, guanyador de la Copa del Rei de 1928. Drets: Forns (entr.), Mas, Castillo, Llorens, Walter, Guzmán, Carulla i Platko. Asseguts: Piera, Sastre, Samitier, Arocha i Sagi.

Emili Sagi va néixer a San Carlos de Bolívar, província de Buenos Aires, a l'Argentina el 15 de març del 1900. Era fill del baríton català Emili Sagi i Barba i de la ballarina Concepció Liñán i Pelegrí, i germà del també baríton Enric Sagi i Liñán i de la tiple i actriu Glòria Sagi i Liñán. Va ser conegut pel cognom compost Sagi-Barba, per la fama del seu pare. Era cosí del també jugador del Barça, Armand Martínez Sagi i de l'Anna Maria Martínez Sagi, primera directiva femenina del Club en els anys trenta, feminista, periodista, escriptora i una gran atleta.
El seu pare viatjava molt a causa de les seves actuacions, fet que motivà el seu naixement a terres argentines. A l'edat de tres anys va tornar a Catalunya on fou educat al Col·legi Condal i al Col·legi Bonanova. Entre les seves amistats de joventut destacaren Salvador Dalí i Josep Samitier, amb qui acostumava a jugar a futbol a les seves vacances a Cadaqués.
Jugà a la posició de davanter esquerrà durant els anys vint i trenta. Debutà com a júnior al Futbol Club New Catalònia, abans d'ingressar al FC Barcelona el 1915. Dos anys més tard debutà al primer equip i el 1919 guanyà el seu primer Campionat de Catalunya de futbol. En finalitzar aquesta temporada abandonà el futbol per poder casar-se i dedicar-se a estudiar a Terrassa. El 1921 retornà al món del futbol, de nou al Barça, on gaudí d'una gran trajectòria aconseguint nou nous campionats de Catalunya, quatre Copes d'Espanya i una lliga espanyola.
Va disputar un total de 455 partits amb el FC Barcelona amb qui marcà 134 gols. Va disputar un partit internacional amb Espanya el 1926 i diversos més amb Catalunya. Formà part de la primera època daurada del Barça dels Jack Greenwell (entrenador), Paulí Alcàntara, Josep Samitier, Ricard Zamora, Vicenç Piera, Félix Sesúmaga o Franz Platko. El seu darrer partit al club fou l'any 1936.
Va morir a Barcelona el 25 de maig de 1951. Un germà petit seu, Lluís Sagi i Vela fou també baríton destacat. Un net seu, Víctor Sagi fou un destacat publicista i precandidat a la presidència del Barça de l'any 1978. En Bruno Oro i Pichot és besnet seu.

## Trajectòria esportiva
- Futbol Club New Catalònia
- Futbol Club Barcelona: 1916-1936.

## Palmarès
- 10 Campionat de Catalunya de futbol: 1918-19, 1921-22, 1923-24, 1924-25, 1925-26, 1926-27, 1927-28, 1929-30, 1930-31, 1931-32
- 1 Lliga espanyola de futbol masculina: 1928-29
- 4 Copa espanyola de futbol masculina: 1921-22, 1924-25, 1925-26, 1927-28
- 1 Copa de Campions: 1927-28